# Romance Scam
Mit dem englischsprachigen Begriff Romance Scam (oder auch: Love Scam) wird eine Form des Internetbetrugs bezeichnet, bei der gefälschte Profile in Singlebörsen und auf Sozialen Medien dazu benutzt werden, den Opfern Verliebtheit vorzugaukeln mit dem Ziel, eine finanzielle Zuwendung zu erschleichen. Es ist eine moderne Abwandlung des Heiratsschwindels.

## Urheber und deren Maschen
Der typische Ablauf ist, nach Angaben einer ehemaligen Betroffenen, die heute ein Onlineforum zu dem Thema mit betreibt, folgender:
- Zunächst wird durch zahlreiche Fragen echtes Interesse geheuchelt,
- in Phase zwei beginnen Scammer von Gefühlen wie Verliebtheit und Liebe zu sprechen,
- dann treten unvorhergesehene Probleme auf, die vielfältiger Natur sein können,
- aufgrund dieser Probleme wird die Zielperson in der Regel um Geld gebeten, angeblich zur Soforthilfe.

Die mit Abstand am meisten verbreitete Form des Romance Scam wird von organisierten Banden  aus Nigeria und Ghana betrieben. In der ersten Phase generieren die Scammer bevorzugt auf kostenlosen Online-Dating-Seiten Profile, in denen die Afrikaner in der Regel Fotos anderer verwenden und sich damit als amerikanische oder englische Singles ausgeben. Dabei sind englischsprachige Länder besonders beliebt, weil hier die Sprachbarriere nicht so groß ist.
Mit diesen Profilen kontaktieren sie Singles und täuschen in der Regel schon recht bald starke Gefühle und Verliebtheit vor. Es kommt zu einem vermehrten Austausch von privaten Nachrichten auf unterschiedlichen Kanälen, wie Liebesbriefen per E-Mail, Telefonaten und Videotelefonaten, ehe dann meist ein Besuch versprochen wird. Die Nachrichten weisen oft sprachliche Mängel auf, mitunter stimmen die Informationen auch nicht mit denen des jeweiligen Profils überein.
In der Frühphase des Romance Scam drohte dieser Besuch aufgrund eines Zwischenfalls bei der Durchreise durch Nigeria bzw. Ghana zu scheitern (Verwicklung in Verkehrsunfall, unberechtigte Inhaftierung, Entführung, …) und es wurde um einen Geldtransfer via Western Union gebeten, um sich aus der angeblichen misslichen Situation freikaufen zu können. Mittlerweile verfügen Romance Scammer allerdings weltweit über Bankkonten, um den Geldtransfer weniger verdächtig zu machen.
Die Gründe für den benötigten Geldtransfer können unterschiedlich sein; auf alle Fälle geht es dem Scammer darum, Geld zu erhalten und das versprochene Treffen zu vermeiden. Selbst wenn das Opfer gezahlt hat, kommt es nicht zu einem Treffen. Vielmehr versuchen Scammer in der Regel, ihr Opfer zu weiteren Zahlungen zu überreden, und denken sich hierfür immer neue, plausible Gründe aus. Erst wenn das Opfer nicht mehr zahlen will (oder kann), endet der Kontakt, und die Internetprofile des Scammers verschwinden.
Manche Scammer bitten das Opfer unter einem Vorwand, eine Kopie seiner Ausweisdokumente zu schicken, um die auf diese Weise ermittelten Daten für betrügerische Machenschaften zu verwenden. Eine andere Variante betrifft einen angeblichen Freund oder Verwandten des Scammers, der in Europa lebt und Hilfe benötigt, das Opfer soll dann beispielsweise für ihn Pakete entgegennehmen oder aufbewahren, ungewollt wird es dadurch zum Komplizen beim Drogenschmuggel.

## Verbreitung
Dem FBI sind für 2011 rund 50,3 Millionen Dollar gemeldet worden, die US-Bürger an afrikanische Romance Scammer transferiert haben. Die Opfer waren zu rund 80 Prozent weiblich und überwiegend über 40 Jahre alt. In Europa ist aufgrund der sprachlichen Nähe vor allem Großbritannien betroffen, hier spricht man von rund 200.000 Opfern.
Auch in Deutschland sind Romance Scammer aktiv, allerdings ist der finanzielle Schaden bislang nicht erforscht. Alleine eine 2018 verhaftete Gruppe erzielte mit falschen Profilen eine Beute von über einer Million Euro. Generell kann man von einer vergleichsweise hohen Dunkelziffer ausgehen, da viele Opfer den Betrug aus Scham nicht zur Anzeige bringen. Dies ist jedoch anzuraten, auch, um weitere Opfer verhindern zu helfen.
In Berlin erhöhte sich die Zahl angezeigten Fälle durch die COVID-19-Pandemie – vorher waren die Zahlen noch im zweistelligen Bereich, danach wurden Delikte im dreistelligen Bereich angezeigt. Experten gehen jedoch von einer sehr hohen Dunkelziffer aus.

## Vorgehensweise von Romance Scammern
Romance Scammer suchen nicht nur über Facebook nach potentiellen Opfern, sondern begeben sich auch gezielt in Singlebörsen, wobei sowohl kostenlose als auch Bezahlplattformen betroffen sind. Online-Partnervermittlungen, die Geld für die Erstellung eines Profils verlangen, wie ElitePartner oder Parship, haben sich bereits zu dem Thema geäußert. Im Interesse ihrer Kundschaft informieren sie ihre Mitglieder zu dem Thema, führen Profilprüfungen durch und setzen technische Mittel ein, um potenzielle Scammer ausfindig zu machen.

### Männliche Scammer
Typische männliche Scammer-Profile, die durch eine Online-Partnervermittlung ausgewertet wurden, enthalten oft folgende Informationen:
- Alter des Mannes: 30 bis 55
- Nationalität: oft US-Amerikaner oder Engländer
- sucht eine Frau zwischen 35 und 70
- Familienstand oft verwitwet oder geschieden, zum Teil mit Kind(ern)
- häufig genannte Berufe: Soldat, Ingenieur (Erdgas/–öl–, Bau–, Gold–, Edelstein–Branche), sehr oft englische Berufsbezeichnung

Damit sprachliche Mängel weniger schnell auffallen, wird fast immer auf Englisch kommuniziert. Ebenfalls typisch ist ein schneller Wechsel auf externe Kommunikationswege (wie Skype oder E-Mail).
Vor einem nachdrücklichen und emotionalen Vorgehen beim Einfordern von Geld wird gewarnt.

### Weibliche Scammer
Typische weibliche Scammer-Profile, die durch eine Online-Partnervermittlung ausgewertet wurden, enthalten oft folgende Informationen:
- Alter der Frau: 27 bis 40
- Nationalität: häufig US-Amerikanerin, Britin oder Osteuropäerin
- sucht einen Mann zwischen 35 und 70
- Familienstand in der Regel ledig
- oftmals Bekenntnis zu einer Religion
- keine Angaben zum Beruf, auf Nachfrage wird oft Model, Krankenschwester oder Lehrerin angegeben.

Schon beim Einstieg in die Kommunikation oft überschwänglich und begeistert, verwendet früh Kosenamen. Die Person regt schnell einen Wechsel der Kontaktaufnahme an, lockt ggf. mit Angeboten eines erotischen Chats.

### Vorgehensweise
Die Vorgehensweise von Scammern ähnelt sich stark. Unter falscher Identität wird die Zielperson angeschrieben und zunächst in andere Medien gelockt, da die Eigenkontrollmechanismen mancher Portale (z. B. Facebook) zur Blockierung bis hin zur Löschung des erzeugten Profils führen könnten. Dann werden oft Instant-Messaging-Dienste wie Yahoo! Messenger, Skype oder Google Hangouts zur näheren Kommunikation genutzt. Dabei achten die Nutzer der erfundenen oder übernommenen Identitäten darauf, auf jedem dieser Kommunikationskanäle möglichst gleiche Merkmale zu gebrauchen. Ihre Auskünfte zur eigenen Person erscheinen anziehend und plausibel – soweit sie für das Opfer über Internet überprüfbar sind. Dies schafft Vertrauen und zerstreut Bedenken, die durch eigene Skepsis oder gutgemeinte Ratschläge persönlicher Vertrauter aufkommen könnten. Oft werden Biografien erzählt, die beeindrucken (leitende, respektable berufliche Positionen, Tätigkeit als Ingenieur, Arzt, Entwicklungshelfer und/oder Offizier bei der US-Army, gerne in Krisengebieten usw.) oder Mitleid erregen sollen (z. B. die durch Untreue zerstörte frühere Partnerschaft). Allerdings wird meist abweisend oder ausweichend reagiert, erbittet das Opfer mehr Nähe, konkretere Details oder Kommunikationsformen wie Chats über Webcam oder persönliche Treffen, da dies das Trugbild gefährden und die wahre Identität enthüllen würde. Besuchsangebote werden in der Regel abgelehnt, stattdessen werden eigene Besuche in Aussicht gestellt.
Waren die Nachrichten zu Beginn noch unauffällig oder bloß vielversprechend, werden oft schon nach kurzer Zeit Liebesgedichte und -versprechen formuliert. Dies scheint gerade bei Frauen zu verfangen. Durch das permanente Love Bombing, die (angeblich) große räumliche Entfernung und die verhältnismäßig wenigen, aber gezielt gestreuten Appetithappen angeregt erliegen die Opfer leicht der Gefahr, die vorgespielte Person zu idealisieren und zu glauben, den Traumpartner gefunden haben. Dann können auch Telefonate mit Anschlüssen geführt werden, deren Inhaber nie nachprüfbar ist. Nun wird doch das freudig ersehnte Treffen vereinbart, was beim Opfer hohe Erwartungen weckt.
Daraufhin treffen plötzlich schlechte Nachrichten ein, an denen die geplante Begegnung oder bereits die geschworene Liebe zu scheitern drohen. Sie dienen dazu, dem Opfer Geld aus der Tasche zu ziehen oder es zu Freundschaftsbeweisen wie dem Einrichten von Bank- oder Kundenkonten, Scheckeinreichungen, Bestellungen oder Passablichtungen zu bewegen. Sie folgen oft Mustern:
- Krankheit – ein Familienmitglied oder die aufgebaute Identität ist erkrankt und benötigt dringend Gelder oder Kontendaten zur Operation, Abwicklung des Transports oder zur Unterstützung der Familie.
- Schulden – ohne eigenes Verschulden oder aus edlen Motiven geriet man selbst oder die Familie in Geldnot und muss dringend etwas zurückzahlen.
- Gefangenschaft – unschuldig auf Geschäftsreise verhaftet, in einem Schurkenstaat festgehalten und/oder wichtiger Dokumente beraubt benötige man (Schmier-)Geld für Diplomaten, Agenten oder Anwälte, die über Gewährsleute oder dazu vom Opfer angelegte Konten fließen sollen. Mitunter hat man einen Koffer mit Gold, sonstigen Schätzen oder Schmuggelgut dabei, für den Zollgebühren oder immer neue Strafen oder Bestechungen zu organisieren sind.
- Reisekosten – zum Besuch fehlt noch oder wieder Geld. Oft wurde man auf dem Weg, gerne auf dem Flughafen oder, nachdem bereits einmal Geld geschickt wurde, unglücklicherweise wiederholt bestohlen.
- Militärdienst – als Armeeangehöriger erhält man nur gegen Bezahlung Urlaub, muss man sich von seinem Dienst freikaufen oder einen Helikopter buchen, um das Opfer zu besuchen.

Die Taktik ist: In unverschuldeter Notlage wird eilig Geld benötigt– nur wenn er es vom Opfer erhält, kann das ersehnte Treffen stattfinden. Manchmal tritt in dieser Phase auch ein Komplize auf, der sich als Arzt, Vorgesetzter, Freund, Verwandter, Diplomat o. ä. ausgibt und die Geschichte bestätigt. Dies kann z. B. bedeuten, dass sich beim Opfer ein vermeintlicher Arzt meldet, der über den Unfall des Scammers informiert und um Hilfe für seinen „Patienten“ bittet.
Zahlt das Opfer, so ist der Scammer meist nur kurz zufrieden: Das versprochene Treffen kann nun aus einem anderen Grund nicht stattfinden und unter neuer Ausrede wird wieder um Geld gebeten. Weigert sich das Opfer zu zahlen, macht der Scammer ihm Vorwürfe und beschuldigt es, ihn nicht zu lieben. Oft gelingt es ihm, sein Opfer so unter Druck zu setzen, dass es nochmals zahlt, sogar mehrmals. Manche der in emotionale Abhängigkeit geratenen Frauen opfern nicht nur ihr gesamtes Vermögen den Betrügern, sondern zahlen ihnen auch noch aufgrund deren Verlangen aufgenommene Kredite aus. Erst wenn das Opfer zahlungsunfähig ist, sich endgültig weigert zu zahlen oder auf einem vorherigen Treffen beharrt, kann der Scam enden: Die Internetprofile des Betrügers werden gelöscht und er meldet sich nicht mehr.
Es gibt sogar Fälle, bei denen sich nach Ende des Scams eine vermeintliche, auf solche Fälle spezialisierte Agentur oder ein angeblicher Anwalt meldet. Dem Opfer wird angeboten, gegen ein bestimmtes Honorar das an den Scammer gezahlte Geld zurückzuholen – das Honorar (oder Spesen für eine Reise in das Heimatland des Scammers) muss dabei im Voraus bezahlt werden und sofort nach der Zahlung bricht der Kontakt ab.
Gezahltes Geld ist verloren, zudem setzen Scammer darauf, dass ihr Opfer sie aus Scham nicht anzeigt. Tatsächlich schämen sich viele Opfer sehr und können sich noch nicht einmal Freunden oder Verwandten anvertrauen. Oft verstehen sie selbst im Nachhinein nicht mehr, warum sie sich manipulieren ließen. Dennoch sollten Opfer eines Internet Romance Scams diesen unbedingt auch durch eine Anzeige bei der Polizei öffentlich machen, auch um weitere Opfer vermeiden zu helfen.

## Einige Vorsichtsmaßnahmen
Um sich vor derartigen Betrügern zu schützen, empfiehlt das Bundeskriminalamt folgende Maßnahmen:
- sparsam mit der Preisgabe persönlicher Daten und Angaben in sozialen Netzwerken und auf Dating-Webseiten umgehen
- Betrüger sind mittlerweile auch auf renommierten Bezahl-Foren aktiv
- Personenprofil und Fotos auf mehrfache Verwendung überprüfen
- Vorsicht bei Rechtschreib- und Grammatikfehlern sowie Informationen, die nicht zusammenpassen
- Vorsicht bei schlechter Erreichbarkeit mit Ausreden bezüglich der Verbindung oder der Ausrüstung (Kamera, Mikrofon etc.)
- Keine Bilder oder Informationen mit unbekannten Menschen teilen, die eine Erpressung ermöglichen würden
- Familie oder Freunde im Fall von persönlichen Treffen informieren
- Keine Kopien persönlicher Dokumente preisgeben
- Keine Geldgeschenke, Vorauszahlungen oder Überweisungen für andere

Vorsicht: Liebesbetrüger manipulieren mitunter nicht nur Screenshots, sondern auch Video-Telefonate. Der sogenannte Deepfake  bedeutet, dass Bilder oder Videos von anderen genutzt werden, die auf Instagram oder Youtube online stehen, und dann nachträglich die eigenen Gesichtszüge einzufügen.

## Online-Selbsthilfegruppe
Auf dem von einer ehemaligen Betroffenen gegründeten Selbsthilfe-Forum, dem Romance-Scambaiter-Forum, können sich angemeldete Gäste mit registrierten Mitgliedern rund um das Thema Love Scam austauschen. Zahlreiche Beiträge informieren über unterschiedliche Einzelheiten zu Unterthemen wie virtuellem Heiratsschwindel, Internet-Betrug und die Verbindung zu Geldwäsche. Durch die Vernetzung und den Abgleich von Informationen zu einzelnen Betrügern konnten bereits mehr als 70 Verhaftungen erreicht werden. Ableger der Gruppe sind auch auf Instagram (romancescambaiter), Facebook (LiebeundBetrug) und Twitter (romancescambait) aktiv.

## In der Kultur
Romance Scam wird im Dokumentarfilm Der Tinder-Schwindler (2022) und in Martina Hefters Roman Hey guten Morgen, wie geht es dir? (Preisträgerin des Deutschen Buchpreises, 2024) thematisiert.